# Албер Дьоманжон
Албер Дьоманжон (на френски: Albert Demangeon) е френски географ.
Роден е на 13 юни 1872 година в Кормей, Нормандия, в семейството на полицай. През 1895 година завършва география в Екол нормал, където преподава през следващите години. През 1905 година защитава докторат със станало известно географско изследване на Пикардия, след което преподава в Лилския университет, Парижкия университет, Екол нормал и Висшето нормално училище за млади момичета, утвърждавайки се като водещия френски учен в областта на социално-икономическата география.
Албер Дьоманжон умира на 25 юли 1940 година в Париж.